# Pterolophia pallida
Pterolophia pallida là một loài bọ cánh cứng trong họ Cerambycidae.